# 무사 쥬베이
《무사 쥬베이》(일본어: 獣兵衛忍風帖(Jūbei Ninpūchō), 영어: Ninja Scroll)는 1993년 6월 5일에 개봉된 극장용 애니메이션 영화이다.
《요수도시》, 《뱀파이어 헌터 D 2000》등 하드고어 애니메이션의 거장으로 잘 알려진 카와지리 요시아키 원작・감독・각본에 의해 매드하우스에서 제작된 이 영화는 1993년에 유바리 국제모험・판타스틱 영화제'93에서 관객상인 유바리시민상을 수상했고 1999년에는 서울국제만화애니메이션페스티벌(SICAF)에 초청 상영되어 전회 매진의 기록을 세웠다. 그리고 2000년, 일본대중문화 3차 개방안(2000년 6월 27일)에 의해 국내에 처음으로 개봉될 일본 애니메이션으로 선정되어 《무사 쥬베이》라는 제목으로 2000년 9월 30일에 개봉되었다.
2003년에는 무사 쥬베이의 속편인 TV 애니메이션시리즈《쥬베이 인풍첩 용보옥편》이 제작되어 WOWOW를 통해 방영되었다.

## 등장인물
- 키바가미 쥬베이 (야마데라 고이치)
- 카게로 (시노하라 에미]
- 타쿠앙 (아오노 다케시)
- 복면무사 (사카 오사무)
- 히무로 겐마 (고우리 다이스케)
- 도우진 (나가이 이치로)
- 텟사이 (오오토모 류자부로)
- 시지마 (오오모리 아키마사)
- 베니사토 (다카시마 가라)
- 한자 (모리 가츠지)
- 겐파치 (야라 유사쿠)
- 우츠츠 무쥬로 (와카모토 노리오)
- 유리마루 (세키 토시히코)
- 자쿠로 (카츠키 마사코)
- 츄우조 (노모토 레이조)
- 신쿠로 (스가와라 쥰이치)
- 사카키 효부 (모리야마 슈이치로)

## 제작진
- 원작・각본・감독：카와지리 요시아키
- 기획：하세가와 마코토, 후지와라 마사미치, 타카하시 유타카
- 제작：코마츠 시게아키, 사이 하루오, 사와노보리 마사키
- 프로듀서：키타야마 시게루, 후쿠조 마사코, 이케구치 카즈히코
- 제작프로듀서：마루야마 마사오
- 캐릭터 원안：카와지리 요시아키
- 캐릭터 디자인・작화감독：미노와 유타카
- 미술감독：오구라 히로마사
- 촬영감독：야마구치 히토시
- 음향감독：혼다 야스노리
- 음악：와다 카오루
- 컬러 코디네이터：미카사 오사무
- 편집：오가타 하루토시, 이토 유키코
- 음향효과：시바사키 켄지
- 녹음：아사쿠라 츠토무, 아베 유키오
- 녹음스튜디오：도쿄텔레비전센터
- 음향제작：아트 프로（시마 케이코）
- 조감독：니시우라 테츠
- 타이틀：마키・프로
- 음악책임프로듀서：코이즈미 히로시（토시바EMI）, 스즈키 타카오（토시바EMI）
- 음악 프로듀서：오바 타츠오（토호음악출판）, 카시츠기 유지（토시바EMI）
- 음악제작：토호음악출판, 토시바EMI・TM팩토리
- 음악제작협력：솔리드 골드
- 제작협력：매드하우스
- 제작：애니메이트필름

## 주제가
주제가〈誰もが遠くでバラードを聴いている〉
노래：야마나시 료헤이
작사：지츠카와 쇼
작곡：야마나시 료헤이
편곡：아라카와 히로
사운드트랙음반：토시바EMI・TM팩토리